# New Year (opera)
New Year är en opera i tre akter med musik och libretto av Michael Tippett.

## Historia
Tippett var 83 när han slutförde sin opera. Den har likheter med en musical: det förekommer grupper av både sångare och dansare. Dans är även en integrerad del i handlingen. Det förekommer solosånger och dansnummer, och Tippett fortsatte sin nära koppling till populärkulturen genom att ta med afro-karibisk musik. Han lånade även sådana typiska musicalinslag såsom avancerad ljussättning och sceneffekter. Operan hade premiär den 27 oktober på Houston Grand Opera i Houston i regi av Peter Hall.

## Personer
- Jo Ann, barnläkare (lyrisk sopran)
- Donny, hennes yngre broder (baryton) [1]
- Nan, deras fostermor (dramatisk mezzosopran)
- Merlin, datortrollkarlen (dramatisk baryton)
- Pelegrin, rymdpiloten (lyrisk tenor)
- Regan, deras chef (dramatisk sopran)
- Presentatören (manlig sångare med mikrofon)

## Handling
Akt I
Jo Ann är en föräldralös barnläkare. Hon drömmer om att kunna stå ut med den våldsamma världen utanför. Hennes fosterbror Donny retar henne. Fostermodern Nan kommer in för att hämta Donny. Datortrollkarlen Merlin har byggt en dator och visar piloten Pelegrin sin skapelse. När den bara vill visa bilder från förr och inte från framtiden mixtrar Merlin med datorn. Plötsligt visar den en bild på Jo Anns förvridna ansikte. Pelegrin blir fascinerad men deras chef Regan bryr sig bara om resan in i framtiden. Pelegrin finner bilden på Jo Ann och far i väg i sitt rymdskepp. Pelegrin och Jo Ann möts men Pelgrin åker i väg innan de kan röra vid varandra.
Akt II
Människorna förbereder Nyårsfirandet. Nan, Jo Ann och Donny deltar. En shaman visar sig och dansar sig i trans. Han jagar ut det gamla årets syndabock, vilket är Donny. Vid tolvslaget landar rymdskeppet. Pelegrin ger sig ut på jakt efter Jo Ann. Regan vill ha en förklaring var hon befinner sig. Donny säger att hon befinner sig i det förgångna. Regan ger order om att rymdskeppet ska ge sig av. Människorna blir rasande och ger sig på Donny.
Akt III
Nan har kommit för att hämta Donny. Innan de ger sig av ger han systern en "magisk video" med sina drömmer. Pelegrin tar med Jo Ann till glömskans brunn och minnets sjö. Hon väljer att dricka från sjön. De förklarar varandra sin kärlek och Pelegrin tar med Jo Ann till paradisets trädgård. Han ger henne en ros och flyger iväg. Merlin och Regan förbannar Pelegrin. När han återvänder håller han fram handen och där ligger rosen. Jo Ann undrar över sin tomma hand. Presentatören förklarar för henne att hon nu är redo att öppna dörren och gå ut i världen. Hon gör så.